# Liste von Persönlichkeiten der Stadt Ried im Innkreis
Diese Liste von Persönlichkeiten der Stadt Ried im Innkreis verzeichnet Personen, die in Ried im Innkreis zur Welt gekommen oder mit der Stadt verbunden sind.

## Söhne und Töchter der Stadt
- Christoph von Schachner (≈1447–1500), Geistlicher, Bischof von Passau
- Thomas Schwanthaler (1634–1707), bayerisch-österreichischer Barockbildhauer
- Bonaventura Schwanthaler (1678–1744), bayerischer Freiheitskämpfer und Anführer des bayerischen Volksaufstandes
- Franz Jakob Schwanthaler (1760–1820), deutscher Bildhauer
- Carl von Kürsinger (1797–1849), Pfleger und Politiker
- Franz Xaver Schwanthaler (1799–1854), deutscher Bildhauer und Zeichner
- Franz Reindl (1801–1874), Politiker, Mitglied der Frankfurter Nationalversammlung
- Ludwig von der Pfordten (1811–1880), bayerischer und sächsischer Rechtswissenschaftler und Politiker
- Carola Baer-von Mathes (1857–1940), Malerin
- August Etz (1861–1936), Zeugschmied, Redakteur und Abgeordneter zum Österreichischen Abgeordnetenhaus
- Josef Moser (1861–1944), Priester und Entomologe
- Franz Hönig (1867–1937), Kupferschmied, Unternehmer und Mundartdichter[1][2]
- Wilhelm Dachauer (1881–1951), Maler
- Josef Adlmannseder (1888–1971), Politiker
- Karl Itzinger (1888–1948), Zeitungsverleger, Schriftsteller und Nationalsozialist
- Erich Trinks (25. März 1890; † 11. November 1958 in Wels), Direktor des OÖLA 1951–1955
- Franz Xaver Weidinger (1890–1972), Maler des Naturalismus
- Emmy Woitsch (1894–1981), Malerin
- Max Bauböck (1897–1971), Gymnasialdirektor und Historiker, Archivar und Heimatforscher
- Ludwig Bernegger (1903–1938), Oberpolizeikommissär, Staatspolizeilicher Referent für NSDAP-Angelegenheiten Österreichs, 1938 von SA- und SS-Männern ermordet
- Ernst Kaltenbrunner (1903–1946), hochrangiger SS-Funktionär, der als Kriegsverbrecher hingerichtet wurde
- Daria Karanowicz (* 18. Oktober 1908; † 9. Dezember 1999), Musikerin
- Franz Pixner (1912–1998), Spanienkämpfer, Bildhauer und Maler
- Bruno Ammering (* 25. April 1923; † 26. Dezember 1944 in Remichampagne, Luxemburg)[3], Lyriker
- Hubert Fischlhammer (1925–2022), Maler, Grafiker und Illustrator
- Fritz Racher (1925–2012), Staatswissenschafter und Volkswirt, Präsident der Rieder Messe
- Friedrich Fuchs (1926–2007), Jurist, Politiker und Mitglied des Bundesrates
- Heribert Reitböck (1933–2014), Neurophysiker und Professor an der Philipps-Universität Marburg
- Friedrich Lessky (* 1934), Musikpädagoge, Chorleiter und Kirchenmusiker
- Rudolf Lessky (* 1935), Hauptschullehrer, Musikpädagoge, Kirchenmusiker und Komponist
- Gottfried Gansinger (* 1938), Autor von zahlreichen Buch- und Pressebeiträgen zur NS-Zeit, Konsulent für Volksbildung und Heimatpflege
- Helmut Kreuzhuber (1938–2009), Militärkommandant von Oberösterreich (1993–2001)
- Theo Öhlinger (1939–2023), Verfassungsjurist und Hochschullehrer
- Reinhard Adlmannseder (* 1943), Maler, Grafiker und Kunsterzieher
- Horst Felbermayr senior (1945–2020), Unternehmer und Autorennfahrer
- Anton Zeilinger (* 1945), Quantenphysiker, Professor an der Universität Wien, Nobelpreisträger für Physik 2022
- Ernst Ammering (1947–2020), Buchbinder, Verleger und Galerist
- Sybil Danning (* 1947), Schauspielerin
- August Humer (1947–2007), Organist und Cembalist
- Karl Öllinger (* 1951), Politiker und Nationalratsabgeordneter
- Rainer Bauböck (1953), Soziologe, Politologe und Migrationsforscher
- Roman Summereder (* 1954), Organist, Musikforscher und Publizist
- Franz Gattermann (* 1955), Skilangläufer
- Walter Holzinger (1957–2022), Bautechniker, Bildhauer und Maler
- Elisabeth Peterlik (* 1958), Malerin und Grafikerin
- Elmar Podgorschek (* 1958), Politiker
- Christian Steinbacher (* 1960), Schriftsteller
- Monika Krautgartner (* 1961), Schriftstellerin, Kolumnistin und Illustratorin
- Peter Becker (* 1962), Historiker und Hochschullehrer
- Marion Kilianowitsch (* 1962), Bildhauerin
- Elke Achleitner (* 1964), Geodätin und Politikerin
- Thomas Dim (* 1964), Vizebürgermeister von Ried im Innkreis, Nationalratsabgeordneter
- Maria Mathis (* 1967), Sängerin und Fernsehmoderatorin
- Thomas Seifert (* 1968), Journalist und Buchautor
- Richard Obermayr (* 1970), Schriftsteller
- Andreas Goldberger (* 1972), Skispringer
- Manfred Sams (* 1972), Politiker (SPÖ)
- Leonora Leitl (* 1974), Grafikerin, Illustratorin und Autorin
- Jochen Danninger (* 1975), Politiker (ÖVP), Staatssekretär im Finanzministerium
- Christopher Treiblmayr (* 1975), Historiker und Geschlechterforscher
- Joachim Aigner (* 1976), Politiker (MFG)
- Peter Mayer (* 1976), Landwirt und Politiker, Abgeordneter zum österreichischen Nationalrat
- Manuel Ortlechner (* 1980), Fußballspieler
- Farid Hafez (* 1981), Politikwissenschaftler
- Michael Reisecker (* 1982), Dokumentarfilmer
- Josef Benetseder (* 1983), Radrennfahrer
- Lena Göbel (* 1983), Malerin und Holzschneiderin
- Patricia Kaiser (* 1984), Leichtathletin und Miss Austria 2000
- Jacqueline Seifriedsberger (* 1991), Skispringerin
- Samuel Radlinger (* 1992), Fußballspieler
- Ina Huemer (* 1998), Sprinterin
- Tobias Bayer (* 1999), Radrennfahrer
- Ervin Omić (* 2003), Fußballspieler
- Diego Madritsch (* 2005), Fußballspieler

## Personen mit Bezug zur Stadt
- Georg Achleitner (1806–1883), Jurist, Politiker, Marktsyndikus von 1835 bis 1849, nach ihm ist die Achleitnerstraße benannt
- Max Augustin (1886–1943), Lehrer und Politiker
- Hans Blietel wurde als Märtyrer der Täuferbewegung am 24. Juni 1545 in Ried auf dem Scheiterhaufen verbrannt
- Hans Ecker (1929–2013), Pädagoge, Hochschullehrer und Autor
- Franz Xaver Fruhstorfer (1910–1986), Pädagoge und Politiker (SPÖ)
- Dietmar Füssel (* 1958), Schriftsteller
- Karl Grausgruber (* 1947), Maler, wohnt in Ried im Innkreis
- Otto Haubner (1925–1999), Pädagoge, Schriftsteller, Maler und Komponist
- Peter Horn (1908–1969), deutsch-chilenischer Bildhauer, der nach dem Krieg einige Jahre in Ried lebte
- Friedemann Katt alias Franz Xaver Frenzel (* 1945), Komponist
- Georg Lindinger (1816–1880), Landwirt, Brauereibesitzer und Reichstagsabgeordneter
- Adolf Rauch (1894–1986), Maler und Fotograf, nach ihm ist der Adolf-Rauch-Weg benannt
- Michael Sardelic (* 1959), Pädagoge und Fotograf, arbeitet in Ried im Innkreis
- Max Schlager (1906–1982), Maler, Graphiker und Bildhauer
- Hans Schwabenthaler († 1656), Ahnherr der Bildhauerfamilie Schwanthaler, kam 1632 nach Ried und verstarb hier 1656
- Martina Sens (* 1964), Autorin
- Franz Stelzhamer, war ein oberösterreichischer Mundartdichter und wohnte zeitweise in der Stadt.
- Wilhelm Traeger (1907–1980), Maler und Graphiker der Neuen Sachlichkeit, lebte viele Jahre in Ried im Innkreis.
- Maria Wageneder (* 1957), Pädagogin, Gemeinderätin und Abgeordnete zum Landtag
- Walter Wetzelsberger (1893–1968), Architekt

## Ehrenträger

### Ehrenzeichenträger
- Ludwig Pasch (1919–2015), Schriftsteller und Gründer der Innviertler Schulspatzen
- Joseph Werndl (1929–2022), Organist, Chorleiter, Komponist und Kapellmeister, jahrzehntelang Dirigent des Brucknerbund-Orchesters Ried im Innkreis

### Ehrenringträger
- Max Bauböck (1897–1971), Pädagoge, Historiker, Archivar und Heimatforscher
- Josef Deimer (* 1936), deutscher Landes- und Kommunalpolitiker (2007)
- Herbert Dimmel (1894–1980), Maler und Kunstpädagoge
- Walther Gabler (1915–1993), Porträt- und Landschaftsmaler